# Электронный видоискатель
Электронный видоискатель (EVF, англ. Electronic ViewFinder) — разновидность видоискателя, применяемая в телевизионных передающих камерах или компактных видеокамерах и основанная на использовании кинескопа или жидкокристаллического дисплея. По сути, электронный видоискатель представляет собой компактный видеомонитор, позволяющий телеоператору наблюдать изображение, формируемое передающей камерой. До конца 1990-х годов подавляющее большинство электронных видоискателей были чёрно-белыми. С развитием цифровой фотографии понятие «электронный видоискатель» приобрело новое значение. Так стали называть окулярный визир цифровых фотоаппаратов, основанный на жидкокристаллическом экране, наблюдаемом с увеличением.

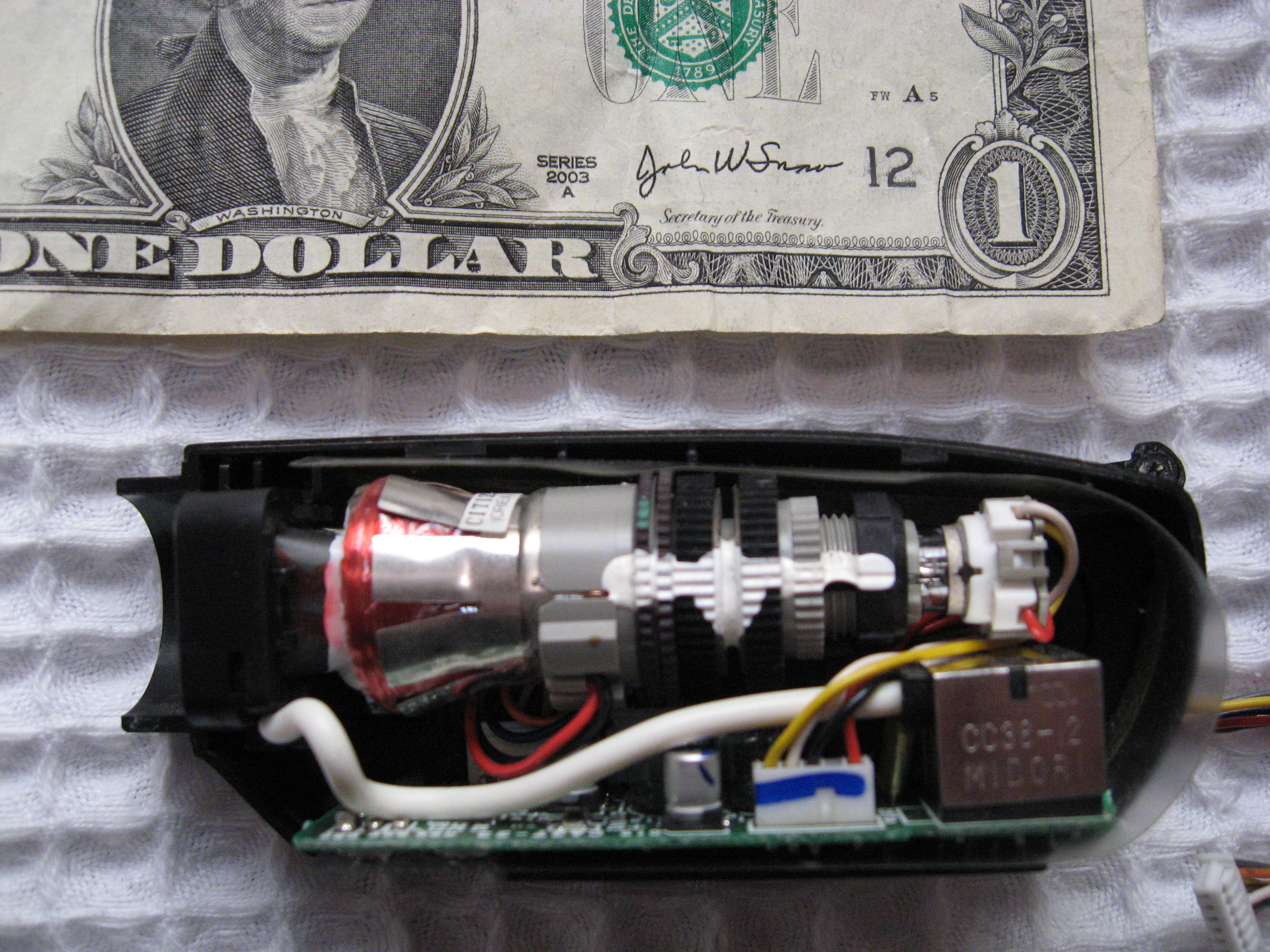
Электронный видоискатель компактной видеокамеры

## Применение в телевидении

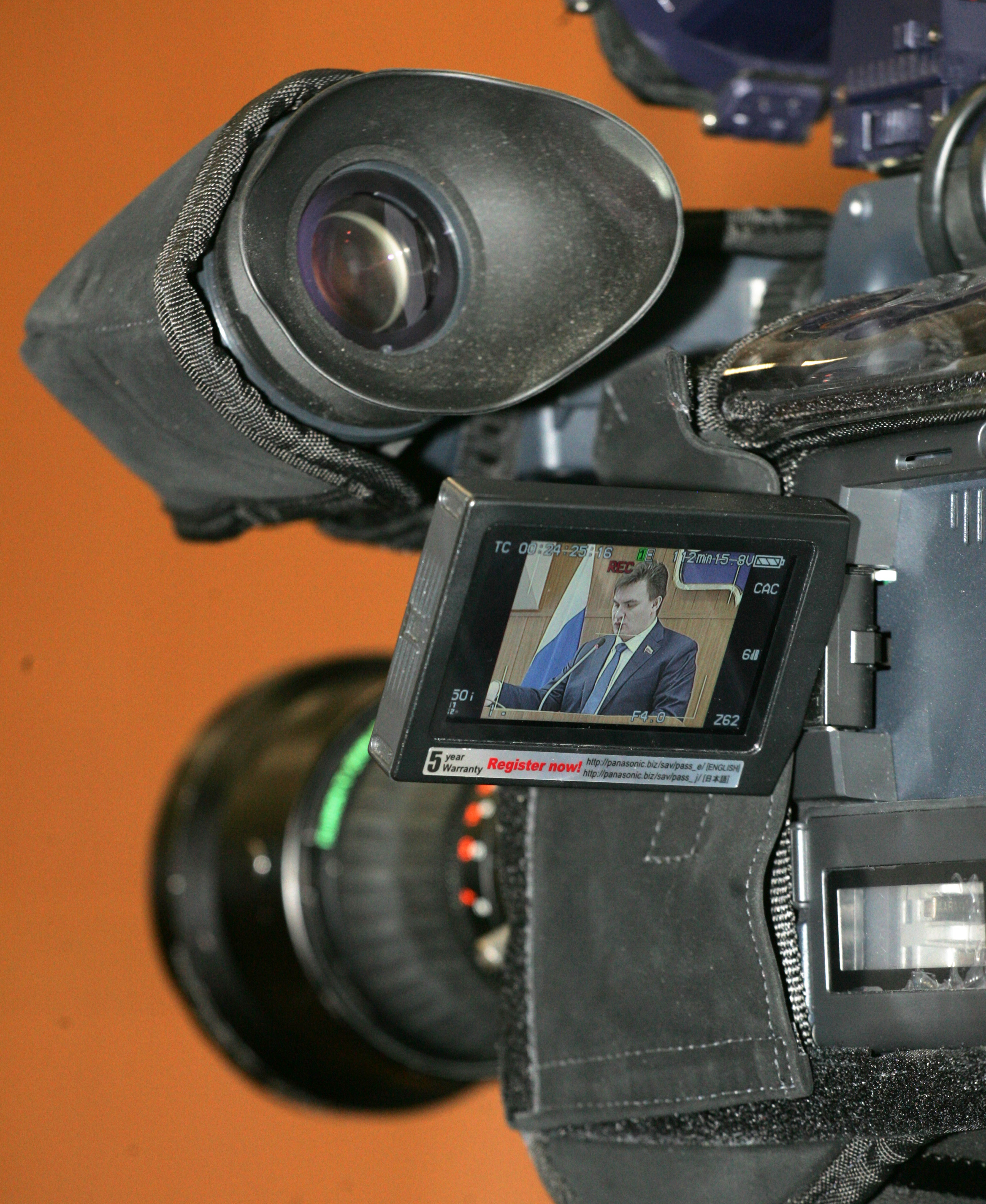
Электронные видоискатели камеры для видеожурналистики. Вверху — окулярный чёрно-белый; внизу — цветной плоский

Электронные видоискатели, использующиеся в телевизионной технике, могут быть двух типов: студийные и компактные. В отличие от первого типа, представляющего собой поворотный монитор, закрепляемый на студийной стационарной телекамере, компактные видоискатели имеют окулярную конструкцию. Большинство компактных видоискателей оснащаются зеркалом, установленным под углом 45° к корпусу, которое отражает изображение кинескопа или ЖК-дисплея в окуляр. Зеркальный переворот изображения компенсируется изменением полярности строчной или кадровой развёртки, в зависимости от расположения зеркала. Такая конструкция позволяет наблюдать увеличенное изображение малогабаритного экрана одним глазом и сохранилась до сегодняшнего дня, как наиболее компактный вариант размещения элементов. Окулярный тип компактного видоискателя менее информативен, поскольку позволяет рассматривать изображение только одним глазом, в отличие от студийного типа. 
Современные профессиональные видеокамеры для тележурналистики оснащаются обоими типами видоискателя: окулярным и откидным плоским. При этом окулярный видоискатель, как правило, чёрно-белый, и используется при съёмке с плеча. Второй служит вспомогательным цветным монитором, который более удобен при работе со штатива. Видеокамеры модульной конструкции могут оснащаться различными типами электронного визира, в зависимости от выполняемой задачи. В студийном варианте присоединяется студийный видоискатель с диагональю экрана не менее 6 дюймов, в плечевом — окулярный с экраном 1,5 дюйма. Независимо от типа во всех видоискателях профессиональных камер присутствует электронная разметка зон отображения. Кроме того, обязательной функцией является индикация пересветки (так называемая «зебра»), отображающая «пробитые» участки изображения в виде площадок из чёрно-белых полос, наклонённых под углом 45°.

## Цифровая фотография и кинематограф

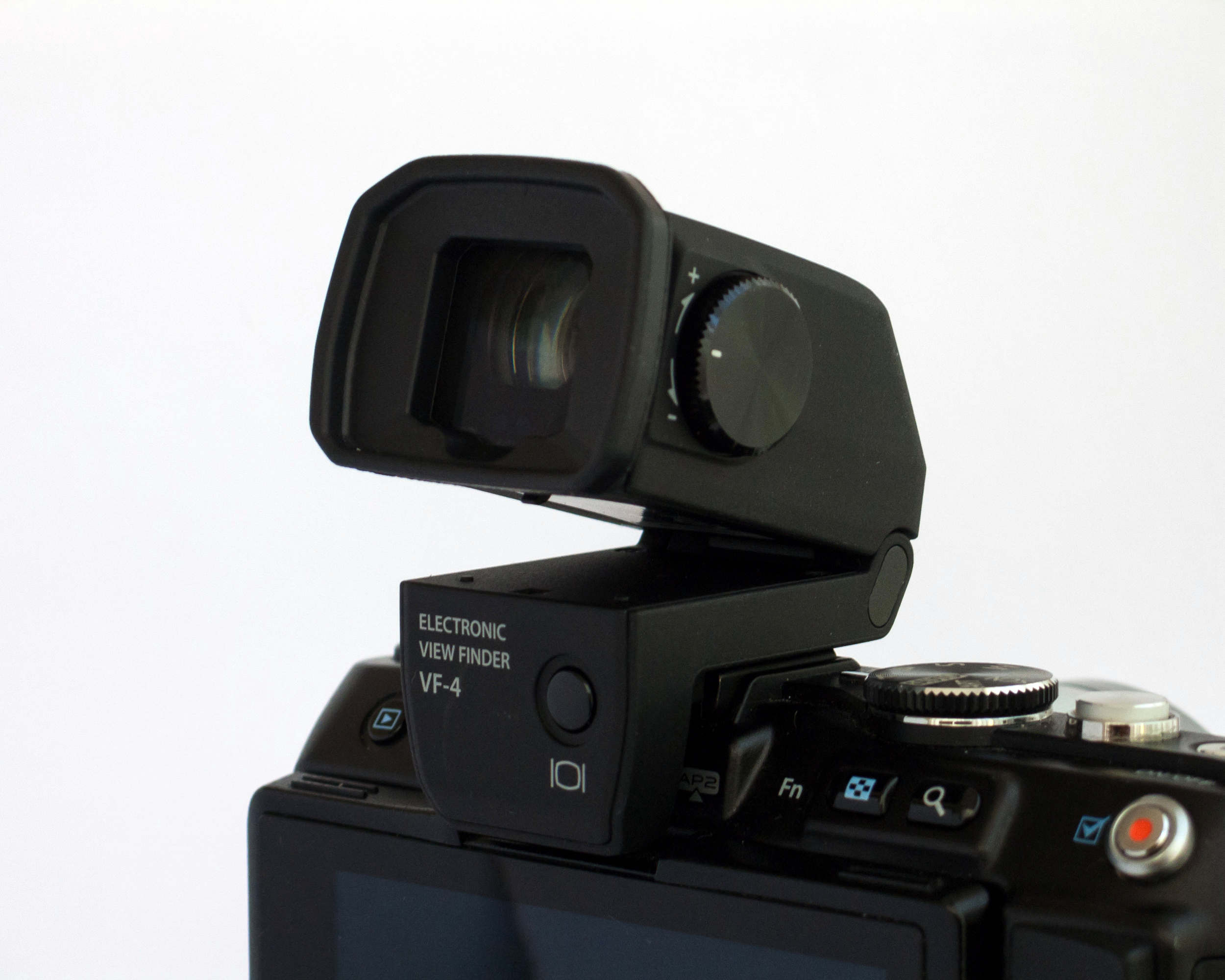
Приставной электронный визир цифрового фотоаппарата

Удешевление жидкокристаллических дисплеев и их распространение в цифровых фотоаппаратах позволяют использовать аналогичный тип видоискателя, как альтернативу традиционным оптическим визирам. Большинство современных цифровых зеркальных фотоаппаратов обладают возможностью использования ЖК-дисплея не только для контроля отснятого материала, но и для визирования. Последнее стало возможным с появлением так называемого режима Live View, когда светочувствительная матрица формирует изображение при поднятом зеркале и открытом затворе. 
Возможность отказа от громоздкого оптического видоискателя привела к появлению двух новых классов компактных псевдозеркальных и беззеркальных фотоаппаратов. В современной цифровой фотографии электронным видоискателем принято называть окулярный тип визира с жидкокристаллическим дисплеем высокого разрешения. Часть беззеркальных фотоаппаратов оснащается окулярным визиром одновременно с плоским, использующимся для контроля отснятого материала. Окулярный ЖК-видоискатель обладает рядом преимуществ и повышает удобство съёмки.
В кинематографе разновидностью электронного видоискателя можно считать телевизи́р. Конечным устройством телевизира может быть не только режиссёрский монитор, но и закреплённый на киносъёмочном аппарате экран студийного типа, облегчающий визирование всей операторской группе.
Подавляющее большинство цифровых кинокамер не оснащаются зеркальным обтюратором и оптическим визиром, усложняющими конструкцию. Вместо них используется электронный видоискатель, аналогичный такому же на телекамерах, но обладающий более высокой разрешающей способностью.

## Достоинства и недостатки
Одним из главных достоинств электронного видоискателя считается неизменная яркость изображения, не зависящая от установленного значения диафрагмы, светосилы объектива и освещённости снимаемой сцены. В отличие от оптического сквозного визира, яркость которого падает пропорционально уменьшению относительного отверстия, электронный видоискатель всегда обеспечивает комфортное визирование, затемняясь лишь при отклонениях экспозиции. В псевдозеркальных фотоаппаратах это позволяет отказаться от сложного механизма прыгающей диафрагмы и её репетира, поскольку наблюдаемое изображение имеет достаточную яркость при рабочем значении апертуры. 
Наличие электронного видоискателя в большинстве цифровых фотоаппаратов делает возможным точное определение экспозиции без экспонометра на основе пробной съёмки и просмотра готового изображения. Возможность просмотра гистограммы повышает точность передачи полутонов, недостижимую ни одним из способов измерения. В видеокамерах и беззеркальных фотоаппаратах точная корректировка экспозиционных параметров и баланса белого возможна непосредственно в момент съёмки. Это считается одним из преимуществ беззеркальной фототехники, поскольку фотограф видит в окуляре фактически готовое изображение, имея возможность коррекции в случае отклонений.
Ещё одно важнейшее достоинство — возможность дистанционного визирования. Современные профессиональные фотоаппараты позволяют в режиме Live View выводить изображение не только на встроенный дисплей, но и на монитор внешнего компьютера, подключенного к камере. Большинство беззеркальных фотоаппаратов, выпущенных во второй половине 2010-х годов, могут выводить изображение на экран смартфона, подключенного по протоколу Wi-Fi. Видеокамеры и кинокамеры с телевизиром за счёт возможности кадрирования по монитору, позволяют вести съёмку из труднодоступных мест без непосредственного присутствия человека. Панорамные головки некоторых современных операторских кранов и тележек управляются дистанционно оператором, наблюдающим изображение на внешнем мониторе электронного видоискателя.
К недостаткам электронного визира можно отнести необходимость постоянного электропитания, ненужного оптическим видоискателям. Кроме того, полноценное визирование требует высокой разрешающей способности экрана и качественной цветопередачи, удорожая конструкцию. Изменение свойств ЖК-экрана при низких температурах затрудняет съёмку на морозе.
В фотоаппаратуре использование электронного видоискателя увеличивает лаг затвора, поскольку вначале последний должен закрыться из положения визирования, и только затем произвести экспозицию. В зеркальных фотоаппаратах при работе в режиме Live View временна́я задержка иногда превышает такую же, получаемую за счёт подвижного зеркала.